# 1972 en Grèce
Chronologie de la Grèce
- 1968
- 1969
- 1970
- 1971
- 1972
- 1973
- 1974
- 1975
- 1976

Cette page concerne les évènements survenus en 1972 en Grèce  :

## Évènements
- Dictature des colonels (1967-1974)
- 25 septembre-1er octobre : Festival du cinéma grec

## Sortie de film
- Les Fiançailles d'Anna
- Jours de 36
- Le Lit

## Sport
- 3-13 février : Participation de la Grèce aux Jeux olympiques d'hiver à Sapporo au Japon.
- 26 août-11 septembre : Participation de la Grèce aux Jeux olympiques d'été à Munich en Allemagne.
- Coupe de Grèce de football (1971-1972) (en)
- Coupe de Grèce de football (1972-1973) (en)
- Championnat de Grèce de football 1971-1972
- Championnat de Grèce de football 1972-1973

Création (sport)
- Agios Dimitrios Patras F.C. (en)
- Aiginiakos F.C. (en)
- Apollon Makrychori F.C. (en)

## Création
- Aéroport de Skiathos
- Industrie automobile hellénique
- Lycée expérimental de Patras (en)
- Musée archéologique de Naxos
- Nomarchie d'Athènes
- Nomarchie du Pirée
- Paralysie cérébrale Grèce (en), association caritative.
- Fondation des Beaux-Arts Teloglion

## Disparition
- Cigaretterie Matsággos

## Naissance
- Aléxis Alexoúdis, footballeur.
- Stávros Arachovítis, personnalité politique.
- Ánna-María Bótsari, joueuse d'échecs.
- Giórgios Georgiádis, footballeur.
- Spyrídon-Ádonis Georgiádis, personnalité politique.
- Sákis Rouvás, chanteur, athlète, acteur et mannequin.
- Eléni Sotiríou, personnalité politique.
- Yeóryios Theodorídis, athlète spécialiste du sprint.
- Paraskeví Tsiamíta, athlète spécialiste du saut en longueur et du triple saut.
- Vasílios Tsiártas, footballeur.

## Décès
- Sophie Antoniadis, philologue et historienne.
- Athanase Apartis, sculpteur.
- Níkos Férmas, acteur.
- Achilléas Madrás, réalisateur, scénariste et acteur.
- Yánnis Papaioánnou, musicien, compositeur et chanteur de rebetiko.